# Rio Pongola
Rio Pongola, logo após a represa de Jozini
O Rio Pongola (ou Phongolo) é um rio da África do Sul e Moçambique, afluente do rio Maputo. O Pongola nasce próximo a Utrecht no norte da província de KwaZulu-Natal, corre para leste através de Pongola, é represado em Jozini, cruza os Montes Libombos, toma a direção norte para Moçambique e pouco depois de cruzar a fronteira desagua no rio Maputo.